# أم الكروم (مسلسل)
أم الكروم مسلسل أردني من إنتاج التلفزيون الأردني عام 1999. يمثّل حياة القُرى الأردنية بدايات السبعينيات والثمانينيات من القرن العشرين. وتطوّر الحياة ومحاولة الناس مجاراة التطوّر بالتمدّن بدءاً من التخلي عن الزراعة وبيع الأراضي وعدم القدرة على التصرف بالمال بسبب الجهل.

## القصة
يتحدث المسلسل عن منطقة الكروم التي تقع في ضواحي عمان ولديها مجلس قروي يراسه ابو سالم، وفيها بريد هاتف قديم يتبع لوزارة المواصلات، ولا يوجد فيها مركز صحي، وايضا لا يوجد فيها أي حافلات او باصات ويقتصر النقل فيها سيارات الاجرة، ويعلم اغلب سكانها في وظائف عادية او بالزراعة، وفيها "بقالة خلف" التي تعد مكان الشراء الوحيد وايضا مكانالتجمع للركوب بالسيارات للذهاب إلى عمان. وهي قريب من منطقة فيها مواصلات افضل تسمى "أم الجرون".
يتناول مسلسل ام الكروم الحديث عن حياة الأردنيين في فترة السبعينيات والثمانينيات وما قبل بداية التسعينات وخاصة الحياة التي كان يعيشها  سكان البادية، وقد تحدث المسلسل عن محاولة بعض السكان مواكبة التطور والحضارة التي تمر على الدولة والمنطقة، والذي يقابله رفض من شريحة كبيرة من المواطنين الموجودين في البادية، بسبب الرغبة لديهم في الحفاظ على العرق والعادات والتقاليد.
ويعرض المسلسل كيف يتم شراء الاراضي من ابناء ام الكروم من اصحاب رؤروس الاموال الذين لديهم معرفة بالقوانين المتخذة في عمان حولالحزام الدائري، بحيث يتشرونها من ابناء البلدة الفقراء بأسعار بخسة لبيعها لاحقا بأضعاف، عن طريق موظف البريد وسمسار الاراضي صبري، ثم يقوم من باع أرضة بتضييع الاموال على الملذات.
ويتحدث المسلسل عن المال السياسي الذي يساعد اصحاب المصالح (عواد وعقلة) على الوصول لرئاسة البلدية عبر شراء الاصوات، واتخاذ قرارات لصالحهم

## مكان التصوير
مكان تصير مسلسل او الكروم في احد ضواحي مدينة عمان في منطقة كانت تسمى "تلاع"في منطقة شفا بدران ثم تم تغيير اسمها الى ام الكروم، حيث تبرع اهالي المنطقة بالمنازل لفترة التصوير

## طاقم العمل
- الإخراج: سعود الفياض
- التأليف: مخلد الزيودي

### الممثلون
- شايش النعيمي بدور عواد
- هشام حمادة بدور عقلة
- خليل مصطفى بدور جبر
- محمد العبادي بدور الأستاذ سلمان
- حابس حسين بدور مطلق «أبو سالم» ؤئيس المجلس القروي في بداية المسلسل واحد جهاء البلدة
- علي عبد العزيز بدور أبو حامد (الابن الاكبر للحجة ام علي ) وشقيق الاستاذ حامد
- عادل عفانة بدور خلف
- نادرة عمران بدور نوال
- إبراهيم أبو الخير بدور صبري
- جميل براهمه بدور سالم
- سناء عبدالرحمن بدور خضرة «أم كايد»
- يوسف الجمل بدور عبد المحسن وهو مستثمر سعودي
- هاني الجراح بدور حامد المغترب في السعودية والذي يعود لاحقا مع عبدالمحسن للاستثمار في البلدة
- سناء سليم بدور الحجة ام علي وجدة حامد

## الاحداث
| الحلقة | ابرز احداث الحلقة                                                                                              | المصدر |
| ------ | --- | ------ |
| 1      | بدأت الاحداث برفض عقلة رئاسة مجلس القرية الى أبو سالم بعد ان استلمها من المختار وحاول افساد الاجتماع           |        |
| 2      | دهس سالم ابن عقلة بالسيارة واستغل عقلة هذا الموقف ورفض جاهة اهل القرية بعد ان قامت الشرطة بأخذ سالم الى المغفر |        |
| 3      | ابو خلف يذهب إلى السجن بعدما باع معلبات فاسدة إلى صبري عن طريق الخطأ                                           |        |
| 4      | |        |
| 5      | |        |
| 6      | |        |
| 7      | |        |
| 8      | |        |
| 9      | |        |
| 10     | |        |
| 11     | |        |
| 12     | |        |
| 13     | |        |
| 14     | |        |
| 15     | |        |

## انظر ايضا
صراع في جرش